# Eulepida sinuatifrons
Eulepida sinuatifrons är en skalbaggsart som beskrevs av Leon Fairmaire 1887. Eulepida sinuatifrons ingår i släktet Eulepida och familjen Melolonthidae. Inga underarter finns listade i Catalogue of Life.